# Luiz Maklouf Carvalho
Luiz Maklouf Carvalho (Belém, 11 de abril de 1953 — São Paulo, 16 de maio de 2020) foi um jornalista, advogado e escritor brasileiro.

## Biografia
Maklouf nasceu em Belém do Pará. Iniciou no jornalismo em 1974, como revisor do jornal O Liberal. Formou-se em Direito pela Universidade Federal do Pará (UFPA) e mudou-se para São Paulo em 1983.
Maklouf escreveu para os jornais Movimento, Jornal da Tarde, Jornal do Brasil, Folha de S. Paulo e O Estado de S. Paulo, e para as revistas Época e piauí.
Publicou sete livros-reportagem, dois dos quais foram vencedores do Prêmio Jabuti, principal prêmio literário do país, Mulheres que Foram à Luta Armada e Já Vi Esse Filme: Reportagens e Polêmicas sobre Lula e o PT (1985-2005).
Seu último livro publicado foi O Cadete e o Capitão, sobre os anos de Exército do presidente Jair Bolsonaro.

### Morte
- Wikinotícias

Maklouf morreu em 16 de maio de 2020, aos 67 anos, internado no A.C.Camargo Cancer Center em São Paulo, para tratar um câncer no pulmão.

## Livros publicados
- 1994 - Contido a Bala: a vida e a morte de Paulo Fonteles, advogado de posseiros no sul do Pará, Editora CEJUP.[8]
- 1998 - Mulheres que foram à luta armada, Editora Globo.[9]
- 2001 - Cobras Criadas: David Nasser e o Cruzeiro, Editora Senac.[10]
- 2004 - O coronel rompe o silêncio: Lício Augusto Ribeiro, que matou e levou tiros na caçada aos guerrilheiros do Araguaia, conta sua história, Objetiva.[11]
- 2005 - Já vi esse filme: Reportagens e Polêmicas sobre Lula e o PT (1985-2005), Geração Editorial.[12]
- 2015 - João Santana:Um Marqueteiro no Poder, Editora Record.[13]
- 2017 - 1988: Segredos da Constituinte, Editora Record.[14]
- 2019 - O cadete e o capitão: A vida de Jair Bolsonaro no quartel, Todavia.[15]